# Caesoris novaecaledoniae
Caesoris novaecaledoniae — вид сцинкоподібних ящірок родини сцинкових (Scincidae). Ендемік Нової Каледонії. Це єдиний представник монотипового роду Caesoris.

## Поширення й екологія
Caesoris novaecaledoniae мешкають на півночі і в центрі Нової Каледонії (на південь до Ла-Фоа), а також на островах Белеп. Вони живуть у прибережних заростях, саванах, вологих тропічних лісах і чагарникових заростях та в склерофітних лісах. Зустрічаються на висоті до 400 м над рівнем моря. Ведуть денний, деревний спосіб життя, шукають їжу в кронах дерев, відкладають яйця.